# Шоста січова стрілецька дивізія
Шоста січова стрілецька дивізія — піхотна дивізія Армії УНР, сформована на весні 1920 з полонених й інтернованих українських вояків у польських таборах Ланцута і Берестя. Командиром дивізії був полковник Марко Безручко, начальником штабу — полковник Всеволод Змієнко (обидва з Корпусу січових стрільців).
До квітня 1920 р. 6-та дивізія проходила інтенсивний півторамісячний вишкіл та додатково поповнювала свій склад вояками-українцями з інших таборів інтернованих. Тоді ж її особовий склад був повністю озброєний, дивізія отримала все необхідне військове майно і коней.
У квітні ц. р. вишкіл 6-ї дивізії був продовжений у Бердичеві, де вона творила військову залогу міста. У цей час було сформовано 6-ту запасову бригаду дивізії з тимчасовим осідком у цьому місті. Зробивши у Бердичеві перегляд дивізії, головний отаман Військ УНР С.Петлюра вручив їй козацький малиновий стяг із золотим тризубом у блакитному верхньому накутнику із надписом «За визволення України».

## Склад дивізії
Дивізія вирушила на фронт тільки частково сформованою: 250 старшин і 1770 вояків у складі III польської армії генерала Ридза-Сміглого.
Дивізія складалася з двох стрілецьких бригад: 16-та (полк. Роман Сушко) і 17-та (полк. О. Воронів); 6-ий Січовий кінний курінь (поручик В. Герасименко), 6-та Січова легка гарматна бригада (полк. Насонів), 6-ий Січовий технічний курінь (сотн. інж. В. Бокітько) і дивізійні тилові установи та служби.

## Капелани Дивізії
- Білон Петро

## Бойові дії
Від 8 травня до 9 червня 1920 6-та дивізія перебувала в Києві як українська залога столиці. Брала участь у параді польсько-українських військ на Хрещатику.
Дивізія брала участь з червня 1920 в ар'єрґардних боях III польської армії під Ігнатполем, під Пергою на волинському Поліссі, під Ковелем та Холмом, але особливу славу здобула в боях проти Першої кінної армії Семена Будьонного під Замостям (29 — 31  серпня 1920), де група польських й українських військ під проводом полковника М. Безручка зуміла затримати і знекровити Першу Кінну армію і тим самим зробила значний внесок у перемогу польської армії над радянськими арміями над річкою Віслою в районі Варшави.
У вересні 1920 дивізію перекинуто до Галичини, де вона вже ділила долю Армії УНР, в кінці вересня визволяла Проскурівський та Старокостянтинівський повіти. 1-6 жовтня дивізія вела бої з силами РСЧА за Віньківці. Вже після ніби закінчення бойових дій по Ризькому договору Шоста дивізія з 13 жовтня боєм вступила в села Віньковецького району (сучасна Хмельницька область), 15 жовтня почався наступ на м. Бар; в кінці жовтня штаб дивізії знаходився в Барі. Мала важкі втрати в кінцевих боях (листопад 1920) під Попівцями, які розпочалися 10 листопада — на другий день після підписання миру — наступ 11 листопада на селище Кацмазів та розбиття під Поповцями.
Вояки дивізії перебували у таборах інтернованих у Польщі у Александрові Куявському та в Щипйорні.
Запасна бригада (генерал-хорунжий Фединюк-Білинський), яка була збірною й вишкільною частиною дивізії під час війни, продовжувала існувати в Бересті аж до Другого Зимового походу восени 1921 й трагедії під Базаром, в якій загинули старшини й вояки цієї дивізії, а ті, хто попав у полон, були жорстоко розстріляні більшовиками.

## Преса Дивізії
"Нове Життя" - часопис Шостої Січовії Дивізії виходив у таборі інтернованих вояків Армії УНР в Александруві у 1921 році.

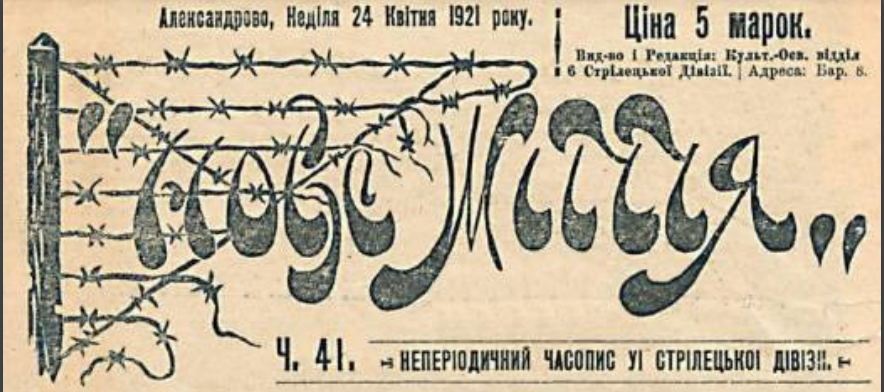
Нове Життя - часопис Шостої Січовії Дивізії. 1921 рік.

## Військовики дивізії
- Адамович Григорій Дмитрович — начальник кінного відділу запасної бригади (березень-травень 1920 р.)
- Алексєєв Віктор Олексійович — командир 6-го важкого гарматного куреня 6-ї гарматної бригади
- Арндт Герман Емілійович — командир технічної сотні 6-го технічного куреня
- Атнабунт Захар Ілліч — козак 2-ї сотні 47-го куреня
- Безручко Марко Данилович — командир дивізії, полковник, з 5 жовтня 1920 року — генерал-хорунжий;
- Балатуків Алі-Бей — старшина управління постачання.
- Білодуб Сава Микитович — командир 3-ї батареї 17-го гарматного куреня
- Будний Анатолій Львович — підполковник, начальник служби постачання
- Вергун Михайло Тимофійович — начальник постачання
- Вернигора Єфрем Леонтійович — помічник командира 49-го куреня
- Волохів Леонід — хорунжий
- Битинський Микола Оверкович — командир саперної сотні.
- Бокітько Володимир Михайлович — командир 6-го технічного куреня
- Борис Франц Якович — старшина для доручень штабу
- Вергелес Борис Єгорович — командир 49-го куреня та старшина штабу
- Воронів Олекса Михайлович — полковник — командир 17 бригади;
- Гаєвський Іван Тимофійович — полковник
- Герасименко Володимир — командир 6-го кінного ім. Костя Гордієнка куреня
- Горбатенко Іван Семенович — сотник
- Гладкий Гриць — сотник, начальник 6 Відділу Штадиву (культосвітній)
- Гомзин Борис Володимирович — командир кінного дивізіону
- Горячко Сергій — комендант сотні
- Григоряк Семен Іванович — командир 46-го куреня 16-ї бригади
- Дахневський Петро Євгенович — сотник 6-ї гарматної бригади
- Дзюбенко Юрко Олексійович — старшина 17-го легко-гарматного куреня
- Димар Федір Олексійович — старшина 6-го інженерного куреня
- Домарадський Андрій Васильович — старшина штабу
- Дробязко Віталій Антонович — ад'ютант командира 16-го легко-гарматного куреня
- Жир Василь Дорофійович — козак 4-го куреня 2-ї бригади
- Жлудкін (Гай-Гаєвський) Олекса Іванович — старшина 16-го легкого гарматного куреня
- Змієнко Всеволод Юхимович — начальник штабу, полковник, з 1921 року — генерал-хорунжий;
- Ільяшевич Валеріан Андрійович — старшина штабу
- Коваленко Петро — старшина 46-го куреня
- Ковердинський Петро — хорунжий гарматної бригади
- Коновкін Валерій Георгієвич — старшина постачання
- Костюченко Олекса Павлович — помічник начальника інспекторського відділу штабу (з 10.02.1920 р. по 26.03.1920 р.), газовий старшина штабу (з 26.03.1920 р. по 28.05.1920 р.), старший ад'ютант штабу (28.05.1920 р.)[2].
- Кравченко Опанас Тихонович — старшина штабу
- Константинів Володимир Гнатович — старшина 46-го куреня
- Кохно-Кутів Микола Євгенович — завідувач господарства 6-го кінного ім. Костя Гордієнка куреня
- Липовецький Іван Прохорович — керівник дивізійної друкарні та видавництва
- Лотоцький Микола Логінович — старшина штабу 16-ї бригади 6-го Січової дивізії
- Лутц Вільгельм Готлібович — командир 50-го стрілецького куреня 17-ї бригади
- Макарук Петро Павлович — старшина
- Малець Віктор — командир 48-го куреня;
- Мандзенко Йосип Полікарпович — старшина 50-го куреня
- Мандзенко Кость Полікарпович — старшина 50-го куреня
- Насонів Валентин Миколайович — начальник 6-ї гарматної бригади;
- Нетреба Тадей Маркелович — командир кінної півсотні штабу
- Омельченко Тиміш Петрович — з лютого 1920 року — молодший ад'ютант штабу;
- Оріхів Грицько Кіндратович — командир 2-ї батареї 16-го гарматного куреня 6-ї гарматної бригади
- Пікульський Михайло Михайлович — старшина
- Радченко Антін Васильович — командир Старшинського куреня
- Радченко Григорій Тимофійович — старшина штабу
- Реутов Кость Васильович — старшина штабу
- Рогальський Микола Сильвестрович — старшина
- Росіневич Микола Олександрович — начальник оперативного відділу штабу
- Сакун Павло Омелянович — начальник відділу постачання штабу
- Самутін Петро Зотович — сотник, командир сотні, комендант штабу дивізії;
- Сіпко Микола Платонович — командир 17-го гарматного куреня;
- Стефанишин Володимир Іванович — командир 47-го куреня
- Сушко Роман — полковник — командир 16 бригади;
- Филипович Віктор Михайлович — командир 16-го гарматного куреня 6-ї гарматної бригади
- Цимбала Степан — старшина
- Щербак Степан Терентійович — козак, герой другого Зимового походу;
- Яблонський Петро Олексійович — штабіст
- Яворський Валентин Іванович — старшина 17-ї бригади
- Ященко Мусій Антонович — командир штабової сотні